# María del Carmen Pérez Martínez
María del Carmen Pérez Martínez és una metgessa i política catalana, diputada al Parlament de Catalunya en la X legislatura.
Llicenciada en medicina, treballa com a doctora radiòloga a l'Hospital de la Santa Creu i de Sant Pau des del 1979, i n'ha estat assessora de la comissió científica i presidenta del comitè d'empresa. En qualitat de vicepresidenta de la junta directiva del cos facultatiu de l'Hospital, quan aquest va fer un ERO el 2011, va denunciar davant del jutge l'existència de contractes irregulars a polítics amb sous molt alts.
A les eleccions al Parlament de Catalunya de 2012 figurà en el número 9 de la llista de Ciutadans com a independent 
per Barcelona. En maig de 2014 va substituir en el seu escó Jordi Cañas Pérez, que havia dimitit arran la seva imputació en un presumpte frau fiscal. Ha estat portaveu del seu grup parlamentari a la Comissió de Salut del Parlament de Catalunya.
En 2014 va escriure un article al diari digital El Español en què justifica la mort de malalts en la vaga mèdica de 1964 a Bèlgica.